# Jozef Jankech
Jozef Jankech (Šaľa, 24 oktober 1937) is een voormalig profvoetballer uit Slowakije, die als middenvelder speelde voor FK Šaľa, VTJ Uherské Hradiště, TTS Trenčín en TJ TŽ Třinec. Na zijn actieve loopbaan ging hij aan de slag als voetbalcoach.
Jankech was onder meer bondscoach van het olympisch elftal van Tsjecho-Slowakije en Slowakije. Hij was de tweede bondscoach van Slowakije sinds de vreedzame ontmanteling van Tsjecho-Slowakije, eind 1992. Hij volgde Jozef Vengloš op, en gaf 34 duels leiding aan de nationale ploeg van zijn vaderland.